# Бондаренко, Нина Петровна
Бо́ндаренко Нина Петровна (род. 27 марта 1941, Киев) — украинская художница, член национального союза художников Украины с 1970 года, мастер декоративно-прикладного искусства, известная художница-пейзажистка.

## Биография
Нина Бондаренко/Муненко/Музыченко родилась 27 марта 1941 года в Киеве и провела свое детство на Подоле. С 1956 по 1961 год училась в Киевском училище прикладного искусства, отдел художественного текстиля, специальность — художественное ткачество, художественный текстиль. Среди преподавателей были: И. Сибиберт, В. Садов, С. Нечипоренко, Н. Волк, П. Глущенко, Е. Святский, А. Казанцев, Н. Танашева. После обучения в университете, по распределению работала на Дарницком ордена Ленина шелковом комбинате (ДШК), в области декоративно-прикладного искусства (художественный текстиль), в должности ведущего художника специалиста — набойки промышленного художественного текстиля искусственного шелка, в течение 35 лет до 1996 года. За время работы на ДШК Нина изготовила уникальную коллекцию образцов национальных орнаментов украинской ручной набойки, осуществила художественное оформление музея М. Заньковецкой 1989; ширма «Пастораль», Киев. 1989); К. Билокур (батик «Садик», г. Яготин, 1990).
С 1991 года основным направлением творчества становится пленэрная живопись пейзажей Крыма, Атлантического океана, Туниса, Киева, Карпат и села. За 2018-2021 годы, по воспоминаниям, создала серию живописных картин «Весна в Крыму».
Свои картины на обратной стороне подписывает тремя фамилиями: Нина Бондаренко, Музыченко, Муненко.

## Выставки
С 1963 принимает участие во многих республиканских, всесоюзных, всеукраинских и международных художественных и отраслевых выставках. Общее количество выставок с участием Бондаренко Нины Петровны превышает 120.

### Персональные
- 1994 Sasak Gallery Design Center Plaza Building. Персональная выставка живописи и батика. Сиэтл, США.
- 1994 Sasak Gallery Art Buyer’s Caravan, Washington Stat Convention and Trade Center. «Киевская коллекция». Батик, шелк. Персональная выставка. Сиэтл, США.
- 1994 г. Sasak Gallery Персональная выставка батика. Ванкувер, Канада.
- 2003 Pink Bridge Art Gallery выставка семьи Бондаренко. Филадельфия, США.
- 2004 г. Персональная выставка живописи «Свет сердца» в рамках проекта «MARINA-2004», посвященного 210-летию города Одессы и Одесского морского торгового порта. Морская арт Галерея.
- 2005 г. Семейная выставка семьи Бондаренко «Я+Н+Л» Государственный музей декоративного украинского искусства. Киев, Украина.
- 2008 Персональная выставка живописи «Глазами Сердца». Россия, Москва, «Культурный центр Украины в Москве».
- 2010 г. Персональная выставка живописи «Солнечный путь» НСХУ г. Запорожье, Украина.
- 2011 Персональная выставка живописи к 70-летию со дня рождения «Отражение луча» центральный зал НСХУ г. Киев
- 2012 Персональная выставка картин «Путь с Подола» Музей современного искусства Украины, г. Киев, ул. Глубочицкая 17.
- 2013 Выставка семьи Бондаренко «Сквозь время». Украина, с. Сумы. Коммунальное учреждение «Агентство продвижения „Суми“» Сумского городского совета.
- 2016 Artexpo NEW YORK. Апрель, 14 — 17, 2016.
- 2016 Персональная выставка живописи «Луч в интерьере» 12 — 26 мая 2016 года. Художественный центр «Шоколадный дом» филиал КНМРМ.
- 2016 Национальный историко-культурный заповедник «Качановка». Дирекция художественных выставок Украины представляют: выставка произведений НИНЫ БОНДАРЕНКО «НЕОБУЗДАННАЯ СТИХИЯ». «Ведь в природе идет незримое брожение, растет тайна, ждет цветение»
- 2016 г. Министерство культуры Украины, Национальный заповедник «София Киевская» Дирекция художественных выставок Украины представляют выставочный проект «КРЕЩЕНДО» Орнамент, Художественный текстиль, Живопись. авт. произведений Нина Бондаренко. Выставка экспонируется с 9 по 25 сентября 2016 года в выставочных залах «Хлебня», Национальный заповедник «София Киевская», ул. Владимирская, 24
- 2018 Персональная выставка живописи «Озарение». Художественные выставочные залы Энергодарского городского совета. Дирекция художественных выставок Украины.
- 2020 г. Персональная выставка живописи «Живописные парадизы». Днепропетровская филармония им. Л. Б. Когана. Дирекция художественных выставок Украины[2].
- 2021 г. Персональная выставка живописи «Весна в Крыму. Крым — Украина 2014—2021 (по воспоминаниям)», посвященная 80-летию со дня рождения, и 60-летию творческой деятельности. Экспозиция выставки представлена в залах Национального музея «Киевская картинная галерея», художественный центр «Шоколадный дом», город Киев, ул. Шелковичная 17/2[3].
- 2021 г. Персональная выставка живописи «Мой Крым. Крым — Украина», посвященная 30-летию Дня Независимости Украины. Экспозиция була представлена в Большой Лаврской колокольне, город Киев, ул Лаврская[4].
- 2024 г. Персональная выставка текстильной живописи «Крылья Украины». Экспозиция была представлена в Музее декоративного искусства Украины, город Киев, ул. Лаврская[5].

### Совместимые

#### Зарубежные
- 1967 г. Всемирная выставка «Экспо-67» . м. Монреаль, Канада.
- 1994 «MALL GALLERIS», Лондон, Англия . 1995 Art-95. Бардония. Нью-Йорк, США.
- 2004 г. Современное декоративное искусство Украины. Штаб-квартира ЮНЕСКО .
- 2004 г. Международный живописный пленэр «Мещерские дали 2004». Выставка живописи, краеведческий музей, г. Касимов, Россия .
- 2009 г. Польско-украинский пленэр. с. Котаны, Польша.
- 2010 г. Международный живописный пленэр «Мещерские дали 2010». Солотча, Россия.
- 2011 9-й Международный живописный пленэр "Festival International des Arts Plastiques de Monastir". 12.09.-22.09.2011 Монастир, Тунис .
- 2011 6-й Международный живописный пленэр. 14.10.-28.10.2011 Drienica, Slovenska republika
- 2012 10-й Международный живописный пленэр "Festival International des Arts Plastiques de Monastir". 2.09.-12.09.2012 Монастир, Тунис .
- 2013 11-й Международный живописный пленэр "Festival International des Arts Plastiques de Monastir". 09.2013 Монастир, Тунис .
- 2014 12-й Международный живописный пленэр "Festival International des Arts Plastiques de Monastir". 09.2014 Монастир, Тунис .
- 2015 Expo - Milano 2015[англ.] , Италия .
- 2016 28/08 - 06/09/2016. Rencontres Internationales AI Maken Gafsa, Тунис .

## Место нахождения произведений
- Национальный музей украинского народного декоративного искусства. Киев.
- Винницкий художественный музей. м. Симферополь.
- Стахановский историко-художественный музей. Луганская обл.
- Бориспольский историко-краеведческий музей. Киевская обл.
- Фастовский краеведческий музей. Киевская обл.
- Чигиринский историко-культурный заповедник. Черкасская обл.
- Черниговский художественный музей.
- Нежинский краеведческий музей. Черниговская обл.
- Острожский историко-культурный заповедник. Ровенская обл.
- Севастопольский художественный музей имени М. П. Крошицкого, АР Крым.
- Фонд союза художников РФ, г. Москва.
- Яготинский исторический музей. Киевская обл.
- Литературно-мемориальный дом-музей М. Заньковецкой. Киев.
- Дирекция выставок НСХУ. Киев.
- Галерея «Лавра». Киевская городская государственная администрация. м. Киев.
- Дирекция художественных выставок Украины. м. Киев.
- Галерея «Триптих». Киев.
- Картинная галерея краеведческого музея поселка Ясеня, Раховского района, Закарпатской области.
- Запорожский областной художественный музей.
- Галерея «Южный Эрмитаж», г. Симферополь.
- Херсонский художественный музей им. А. А. Шовкуненко.
- Культурный центр города Тихорецк, Россия, Краснодарский край.
- Музей современного искусства Украины. м. Киев.
- Кмитовский музей изобразительного искусства им. Й. Д. Буханчука. Украина, Кмитов.
- Дом музей А. П. Чехова в Сумах, Украина.
- Музей Тараса Шевченко, Торонто, Канада